# Cohors VI Nerviorum
La Cohors VI Nerviorum fue una unidad auxiliar del Ejército romano, del tipo Cohors quinquagenaria peditata atestiguada en la provincia romana de Britannia desde el siglo II hasta comienzos del siglo V.

## Reclutamiento
Fue reclutada en la provincia Gallia Belgica de entre el pueblo belga de los nervios, uno de los más belicosas de las tribus belgas durante la época de la conquista de la Gallia por Julio César, posiblemente a finales del imperio de Domiciano para reforzar el Limes Germanicus.

## La llegada a Britannia y el imperio de Adriano

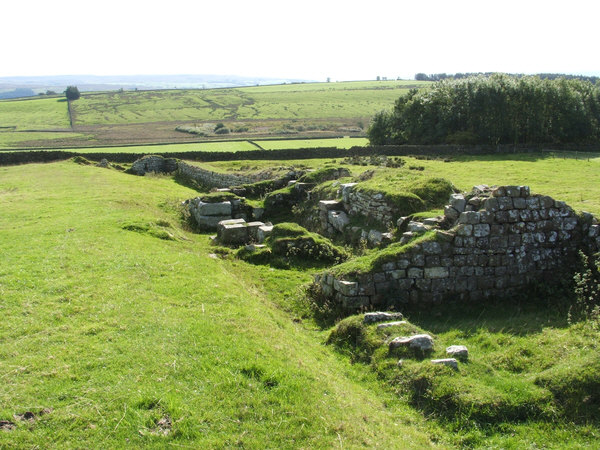
Ruinas del castellum Aesica en el Muro de Adriano, que sirvió de base a la Cohors VI Nerviorum.

La unidad debió llegar acompañando a la Legio VI Victrix, procedente de Vetera (Xanten, Alemania) en la provincia Germania Inferior y al propio emperador Adriano, que visitó Britannia en 122, para reforzar la guarnición de Britannia reducida durante la sublevación de los britanos de 119-121, recién reprimida por Quinto Pompeyo Falcón.
Adriano, vista la situación, después de infructuosos intentos imperiales de dominar las islas, decidió estabilizar la frontera de Britannia frente a los pictos construyendo el Vallum Hadriani. Para esta tarea la Cohors VI Nerviorum fue asentada en el castellum Magnis (Carvoran, Gran Bretaña), como demuestra un ladrillo con su figlina, para ser transferida al fuerte de Aesica (Great Chesters, Gran Bretaña) en el Muro de Adriano.
Durante el imperio de Adriano, fueron licenciados veteranos de la unidad, como atestiguan diferentes Diplomata militaris:
- Diploma de 17 de julio de 122.[4]

- Diploma de 16 de septiembre de 124.[5]

- Diploma de 20 de agosto de 126.[6]

- Diploma de 126.[7]

- Diploma de 14 de septiembre de 127.[8]

- Diploma de 133.[9]

- Diploma de 14 de abril de 135.[10]

## Del imperio de Antonino Pío a Pertinax

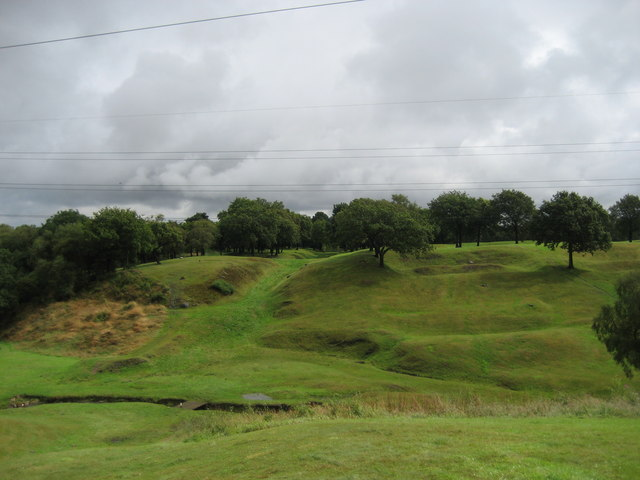
Restos del fuerte de Rough Castle en la muralla de Antonino, ocupado por la Cohors VI Nerviorum

Cuando el emperador Antonino Pío ordenó en 140 al gobernador de Britannia Quinto Lolio Úrbico desplazar la línea defensiva romana en la isla 160 km al norte para construir el Vallum Antonini, la Cohors VI Nerviorum participó en su construcción, asentándose en el fuerte de Rough Castle (Gran Bretaña), como indican dos inscripciones, la primera señala que estaba asignada a las tropas desplazadas al norte por la Legio XX Valeria Victrix, mientras que la segunda señala la construcción de los principia de su nueva base.
También de época de Antonino Pío se conserva un diploma fechado en 155.
Cuando en 161 el Muro de Antonino fue abandonado y su guarnición reasignada en el Muro de Adriano, ignoramos donde fue asentada la Cohors VI Nerviorum ni cual fue su evolución durante los imperios de Marco Aurelio, Cómodo y Pertinax.

## De la dinastía Severa alsigloIV

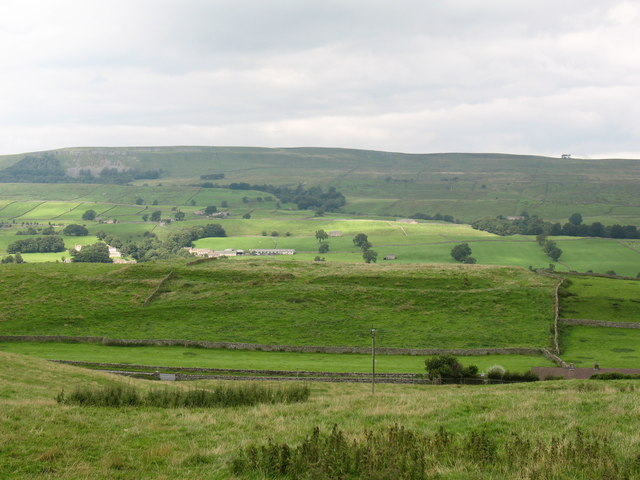
Restos del castellum Virosidum, que sirvió de campamento permanente a la Cohors VI Nerviorum durante los siglos y

Cuando Pertinax fue asesinado en 193, las tropas de Britannia rechazaron a Didio Juliano y apoyaron las aspiraciones a la púrpura imperial de Clodio Albino. La Cohors VI Nerviorum apoyó a Albino, pero no salió de Britannia y, por tanto, no sufrió pérdidas cuando en 196 Septimio Severo venció a Albino.
En 205, fue transferida a Virosidum (Bainbridge y Brough-by-Bainbridge, Gran Bretaña) por orden del gobernador Gaius Valerius Pudens, completándose la adaptación de la fortificación bajo Lucius Alfenus Senecio.
Desde este lugar debió participar en la guerra de Septimio Severo de 208 a 211 contra los caledonios.
Desconocemos la trayectoria de la unidad durante el siglo III y el siglo IV, pero a finales de ese siglo y principios del siglo V seguía de guarnición en Virodosium, como indica la Notitia Dignitatum, por lo que debió acompañar en 407 al usurpador Constantino III a la Galia en contra del emperador Honorio y ser destruida antes de la muerte de este en 411.